# Ricardo Zamora
Ricardo Zamora (n. 21 ianuarie 1901, Barcelona, Catalonia, Spania – d. 8 septembrie 1978, Barcelona, Catalonia, Spania) a fost un jucător și antrenor de fotbal spaniol.

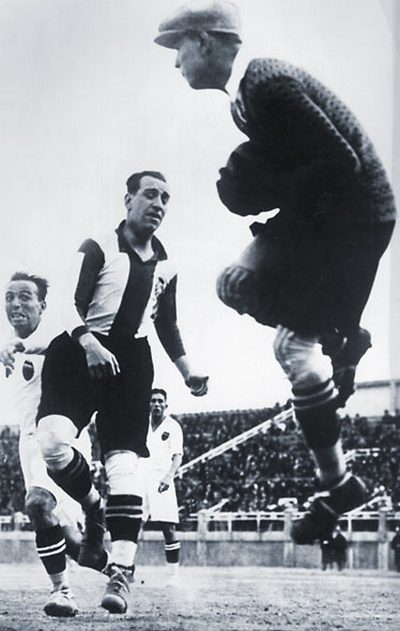
Ricardo Zamora

## Palmares

### Jucător
Espanyol
- Copa del Rey: 1928–29
- Campionatul Cataloniei: 1917–18, 1928–29

Barcelona
- Copa del Rey: 1920, 1922
- Campionatul Cataloniei: 1919–20, 1920–21, 1921–22

Real Madrid
- La Liga: 1931–32, 1932–33
- Copa de España: 1934, 1936

Catalan XI
- Copa Princep de Asturies: 1922, 1924, 1926

Spania
- Medalia de Argint la Olimpiada din 1920

### Antrenor
Atlético Aviación
- La Liga: 1939–40, 1940–41

Celta Vigo
- Copa del Generalísimo

Finalist: 1947–48

## Individual
- Portarul secolului — locul 5[1]
- Cel mai bun portar de la 1934 FIFA World Cup